# کلاید براکمن
کلاید براکمن (انگلیسی: Clyde A. Bruckman؛ ‏ ۲۰ سپتامبر ۱۸۹۴ – ۴ ژانویهٔ ۱۹۵۵) یک فیلم‌نامه‌نویس و کارگردان اهل ایالات متحده آمریکا بود.

## گزیدهٔ فیلم‌شناسی
- مواظب باش پروفسور (۱۹۳۸)
- دیوانه سینما (۱۹۳۲)
- پاها به جلو (۱۹۳۰)
- استقبال از خطر (۱۹۲۹)
- ولشون کن بخندن (۱۹۲۸)
- دستکاری نهایی (۱۹۲۸)
- عاشق‌شان باش و سیرشان کن (۱۹۲۷)
- کابوی‌ها محتاج آنند (۱۹۲۶)
- ژنرال (۱۹۲۶)